# دنیس شیطونه دوباره می‌تازد
دنیس شیطونه دوباره می‌تازد (انگلیسی: Dennis the Menace Strikes Again) یک فیلم خانوادگی و کمدی به کارگردانی جفری رینر است که در ۱۹۹۸ به‌صورت یک فیلم ویدئویی منتشر شد. این فیلم دنباله فیلم دنیس شیطونه (۱۹۹۳) است.

## بازیگران
- جاستین کوپر
- دان ریکلس
- جرج کندی
- بتی وایت
- برایان دویل-موری
- کاروت تاپ
- هایدی سوئدبرگ
- الکسا وگا